# رودني إس. كوين
رودني إس. كوين (بالإنجليزية: Rodney S. Quinn)‏ هو ضابط وسياسي أمريكي، ولد في 27 مايو 1923 ببورتلاند في الولايات المتحدة، وتوفي في 27 أكتوبر 2012 في الولايات المتحدة. حزبياً، نشط في الحزب الديمقراطي. وقد انتخب عضو مجلس نواب مين.